# Парки Мілана

## Основні історичні парки Мілана за зонами[1]
| Фото                                                        | Назва парку                        | Площа, м² |  |
|                                                             | Зона 1                             | 547 909   |  |
| ----------------------------------------------------------- | ---------------------------------- | --------- |  |
|                                                             | Parco Sempione                     | 386 000   |  |
|                                                             | Giardini Pubblici Indro Montanelli | 172 000   |  |
|                                                             | Parco delle Basiliche              | 40 726    |  |
|                                                             | Giardini della Villa Comunale      | 19 000    |  |
|                                                             | Giardini Perego                    | 4 183     |  |
|                                                             | Giardini della Guastalla           | 12 000    |  |
|                                                             | Зона 2                             | 282 728   |  |
|                                                             | Parco ex Trotter                   | 99 790    |  |
|                                                             | Parco di Villa Finzi               | 51 338    |  |
|                                                             | Parco Cassina de' Pomm             | 10 600    |  |
|                                                             | Parco della Martesana              | 121 000   |  |
|                                                             | Зона 3                             | 1 040 110 |  |
|                                                             | Parco Lambro                       | 930 000   |  |
|                                                             | Парк Мазераті                      | 110 000   |  |
|                                                             | Зона 4                             | 1 908 919 |  |
|                                                             | Парк Форланіні                     | 1 627 724 |  |
|                                                             | Parco Monluè                       | 106 557   |  |
|                                                             | Parco Formentano                   | 72 320    |  |
|                                                             | Parco Alessandrini                 | 172 000   |  |
|                                                             | Parco Cassinis                     | 102 318   |  |
|                                                             | Parco Guido Galli                  | 43 700    |  |
|                                                             | Зона 5                             | 1 120 428 |  |
|                                                             | Parco Ravizza                      | 37 768    |  |
|                                                             | Parco agricolo del Ticinello       | 880 000   |  |
|                                                             | Parco ex OM                        | 160 000   |  |
|                                                             | Парк Баравалле                     | 42 660    |  |
|                                                             | Зона 6                             | 891 941   |  |
|                                                             | Parco Don Giussani                 | 43 100    |  |
|                                                             | Giardino Alberto Moravia           | 56 832    |  |
|                                                             | Parco dei Fontanili                | 465 000   |  |
|                                                             | Parco La Spezia                    | 53 600    |  |
|                                                             | Parco Teramo Barona                | 97 309    |  |
|                                                             | Giardino Gonin Giordani            | 70 000    |  |
|                                                             | Parco Robert Baden Powell          | 35 600    |  |
|                                                             | Parco delle Crocerossine           | 60 000    |  |
|                                                             | Зона 7                             | 2 910 103 |  |
|                                                             | Parco delle Cave                   | 1 350 000 |  |
|                                                             | Boscoincittà                       | 800 000   |  |
|                                                             | Parco di Trenno                    | 590 547   |  |
|                                                             | Parco Valsesia                     | 76 788    |  |
|                                                             | Parco Annarumma                    | 55 000    |  |
|                                                             | Parco di Baggio                    | 37 768    |  |
|                                                             | Зона 8                             | 608 994   |  |
|                                                             | Parco Monte Stella                 | 311 160   |  |
|                                                             | Parco Pallavicino                  | 87 834    |  |
|                                                             | Parco ex Campo dei Fiori           | 62 000    |  |
|                                                             | Parco di Villa Scheibler           | 148 000   |  |
|                                                             | Parco del Portello                 | 65 000    |  |
|                                                             | Зона 9                             | 3 458 690 |  |
| Veduta invernale del Parco Nord Milano nei pressi di Bresso | Parco Nord Milano                  | 3 200 000 |  |
|                                                             | Bosco di Bruzzano                  | 120 700   |  |
|                                                             | Parco Bassi                        | 31 590    |  |
|                                                             | Parco di Villa Litta               | 76 400    |  |
|                                                             | Collina dei Ciliegi                | 30 000    |  |

## Другорядні парки та сади Мілана

### Зона 1
- Археологічний парк римського амфітеатру (Parco Archeologico dell'anfiteatro romano), колишня назва Оленячий парк — 12 тис. кв. м. Адреса — вул. Де Амічіс, 17
- Сад по вул. Віґоні (Giardino di via Vigoni); 1,5 тис. кв. м. Адреса — вул. Віґоні і вул. Лусарді
- Сад Оріана Фаллачі (Giardino Oriana Fallaci), колишня назва парк Квадронно-Крівеллі; 5,8 тис. кв. м. Адреса — вул. Квадронно і вул. Крівеллі.
- Сад Роберто Бадзлен (Giardino Roberto Bazlen); 6,2 тис. кв. м.
- Сад Ротонда делла Бесана (Giardino Rotonda della Besana); 7,1 тис. кв. м. Адреса — вул. Енріко Бесана, 12

### Зона 2
- Парк Адріано (площа — 120 тис. кв. м), розташований в новому районі міста, поблизу Сесто Сан Джованні.
- Сад Альдо Протті (площа — 6,8 тис. кв. м), поблизу пл. Карбонарі та проспекту Назаріо Сауро.
- Сад Ґреґор Мендель (площа — 16,8 тис. кв. м), поблизу вул. Пола та проспекту Назаріо Сауро.

### Зона 3
- Сад Серджіо Рамеллі: пл. — 5,7 тис. кв. м, поблизу вул. Брондзіно та вул. Пінтуріккйо.
- Парк екс-Мотта: пл. — 12,5 тис. кв. м, розташований на території колишнього підприємств Мотта поблизу пр. Кампанія, вул. Дзанелла, вул. Теренціо і пр. Корсика.
- Сад Маріса Беллісаріо: пл. — 10,9 тис. кв. м, знаходиться поблизу пл. Удіне, вул. Маніяґо, та вул. Беллінчіоне.
- Сад Джуліо Полотті: пл. — 22 тис. кв. м, знаходиться на площі Аспромонте.

### Зона 4
- Сад Площа Болонья (пл. 16,3 тис.), розташований на колишній індустріальній території, поблизу пл. Болонья та вул. Баккільйоне.

### Зона 5
- Парк кашіна Каймера (пл. 70,8 тис. кв. м) знаходиться між вул. Дон Родріґо, вул. Пескареніко та вул. Сан Паоліно.
- Парк Червона Церква (пл. 30 тис. кв. м) — між вул. К'єза Росса, Сан Доменіко Савіо та Кассоні.
- Сад Маріо Каппоні (пл. 29,9 кв. м) — між вул. Айкардо, Джованні Батіста Боері, Джованні да Черменате.

### Зона 6
- Сад Вінченцо Муччолі (колишня назва — Парк Стендаля): площа 9 тис. кв. м; знаходиться між вул. Кола ді Рієнцо, вул. Стендаль, вул. Ньокі-Віані, вул. Лорія.
- Сад по вул. Стендаль: площа 6, 2 тис. кв. м, знаходиться в колишній індустріальній зоні між вул. Андреа Соларі, вул. Стендаль і вул. Савона.

### Зона 7
- Парк з печерою (Parco della Cava di Muggiano): площа 160 тис. кв. м, знаходиться по вул. Ґуаскона, 60.
- Юнацький парк (екс парк Братів Дзоя): пл. 36,2 тис. кв. м, знаходиться по вул. Дзоя.
- Сад Валь Поск'явіна: площа 10,7 тис. кв. м, розташований стадіону Меацца між пл. Аксум, вул. Дон Ньоккі, вул. Сан Джусто і вул. Валь Поск'явіна.
- Сад Вітербо: пл. 55,9 тис. кв. м, знах. між вул. Збройних Сил, Вітербо, вул. Коломбо. Тут знаходиться кашіна Селланова (XIV ст.)

### Зона 8
- Парк Франко Верґа: пл. 90 тис. кв. м, знаходиться по вул. Еритрея, та вул. Кастелламаре.
- Парк Сандро Пертіні: пл. 37,8 тис. кв. м, розташований поблизу Ґаларате, між вул. Чілеа, вул. Мафальда ді Савоя, вул. Уґо Бетті та вул. Бачеллі.
- Сад Фіренце: пл. 9,6 тис. кв. м, розташований поблизу залізничної зупинки Буллона між пл. Карло Канева, вул. Толентіно та вул. Караччіоло.
- Сад Кармелло Бене: пл. 10,8 тис. кв. м, розташований по вул. Франческо Караччіоло.
- Сад Антоніо Чедерна: пл. 7,8 тис. кв. м, розташований по вул. принц Еудженіо та вул. Караччіоло.

### Зона 9
- Парк Вальтер К'ярі: пл. 41,1 тис. кв. м, розташований по вул. Черково та вул. Кашіна дей Праті.
- Пйопетто Бовісакка: пл. 38,5 тис. кв. м, розташований по вул. Бовісакка, вул. Ассієтта та вул. Літта-Модіґнані.
- Сад по вул. Порро Дженнер: 1,5 тис. кв. м, розташований поблизу вул. Порро та вул. Дженнер. Серед алей з платанів можна побачити кашіну Боскайола — мисливський заміський будиночок Вісконті, а згодом — Сфорца.
- Сад Бруно Мунарі: пл. 9,1 тис. кв. м. Знаходиться над підземним паркінгом, по вул. Точе, вул. Больтраффіо, вул. Кузіо та вул. Ріґола.
- Сад Ванда Озіріс: пл. 22,1 тис. кв. м. Знаходиться над підземними гаражами між вул. Велья, вул. Фюджі та вул. Трескоре.
- Сад Ґалеотті-Б'янкі: пл. — 3,8 тис. кв. м, знах. по вул. Ермада, неподалік шпиталю Ніґуарда.
- Сад по вул. Делла Порта: пл. 4,4 тис. кв. м.
- Сад Фонду Кателла: пл. 4 тис. кв. м. У 2011 р. територія має збільшитись до 10 тис. кв. м. Вхід: вул. Ґаетано Кастілья.

## Галерея

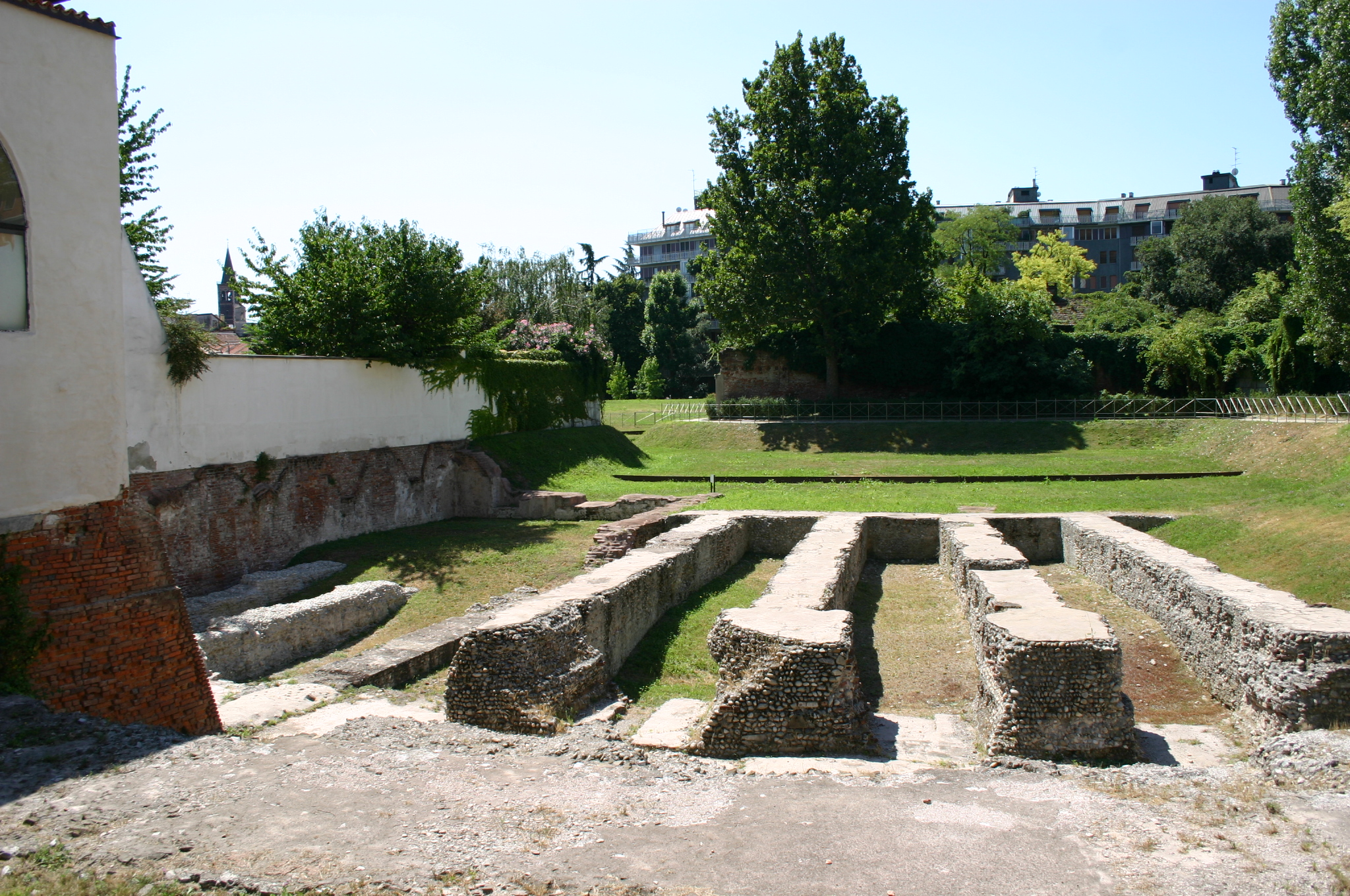
Парк з романським амфітеатром
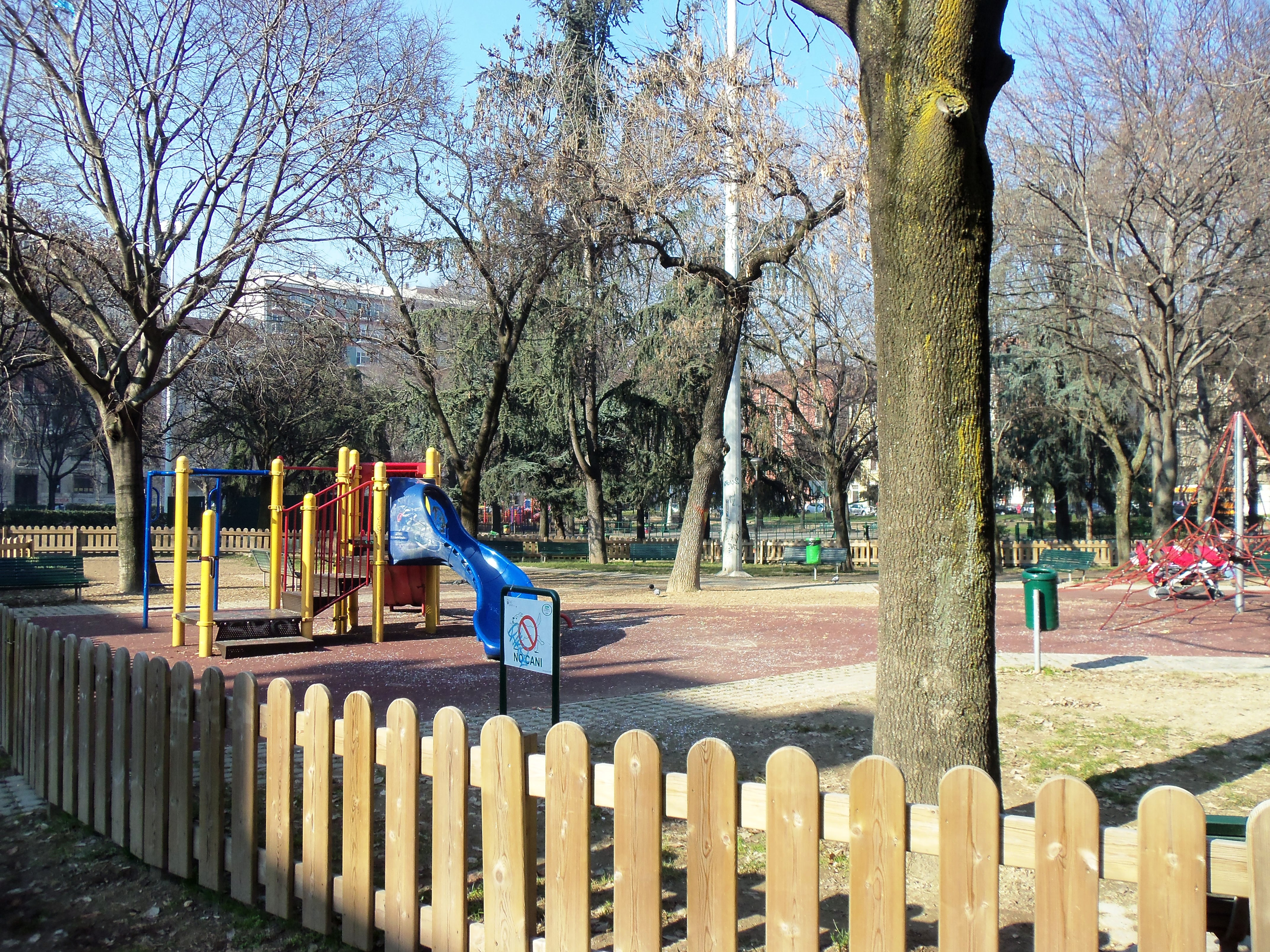
Сад на пл. Аспромонте
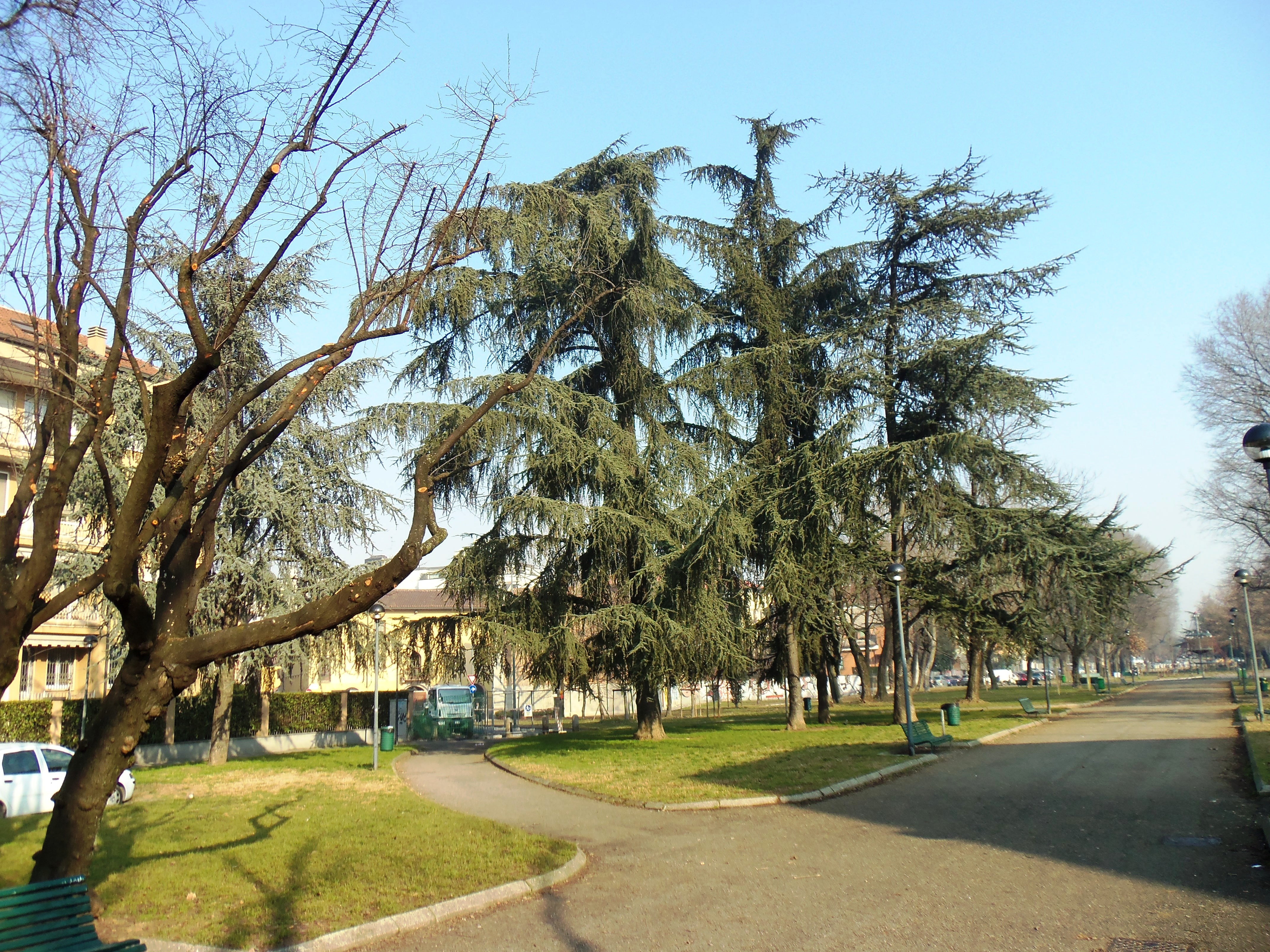
Сад Ґреґог Мендель
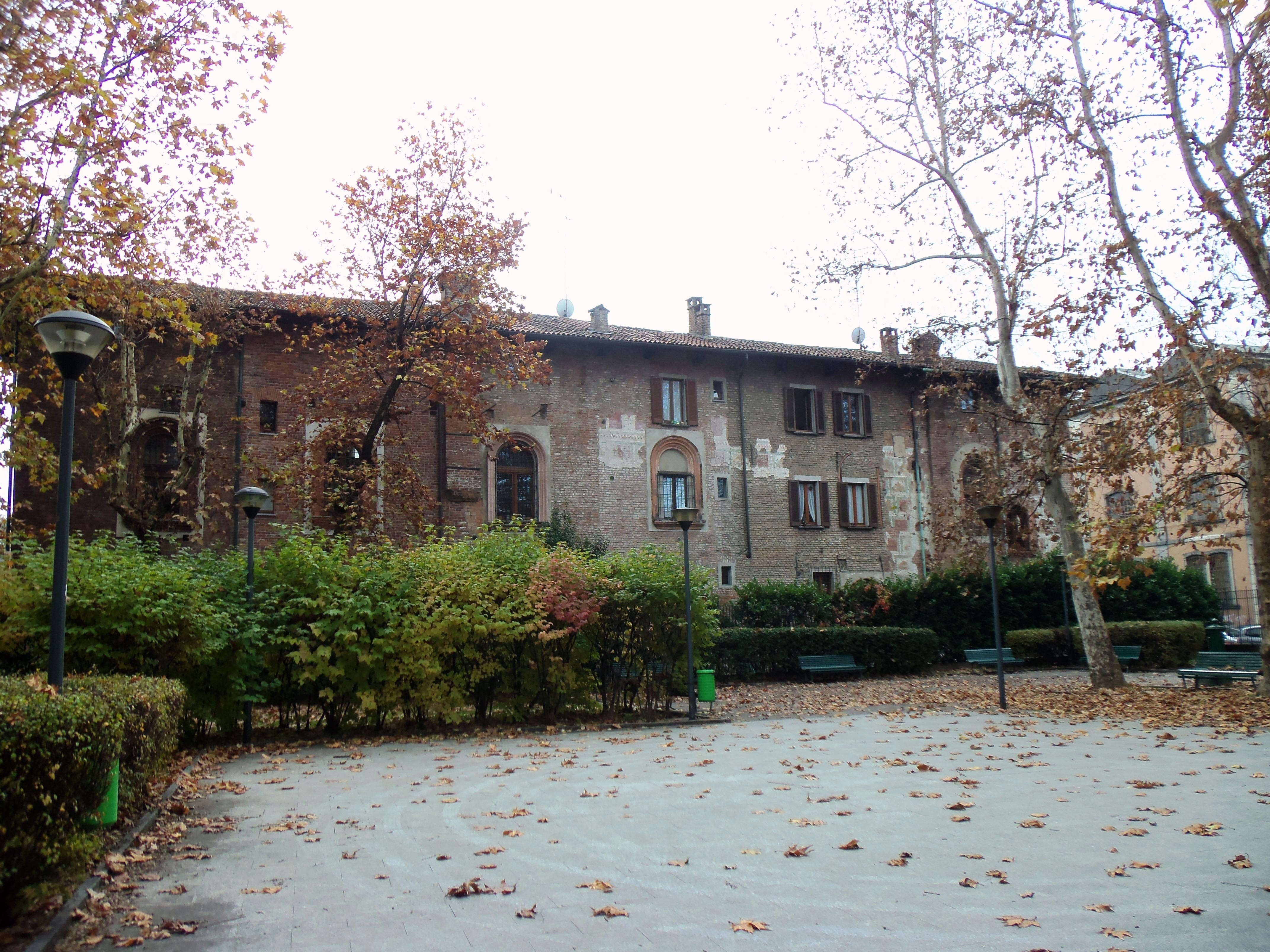
Кашіна Боскайола саду Порро-Дженнер
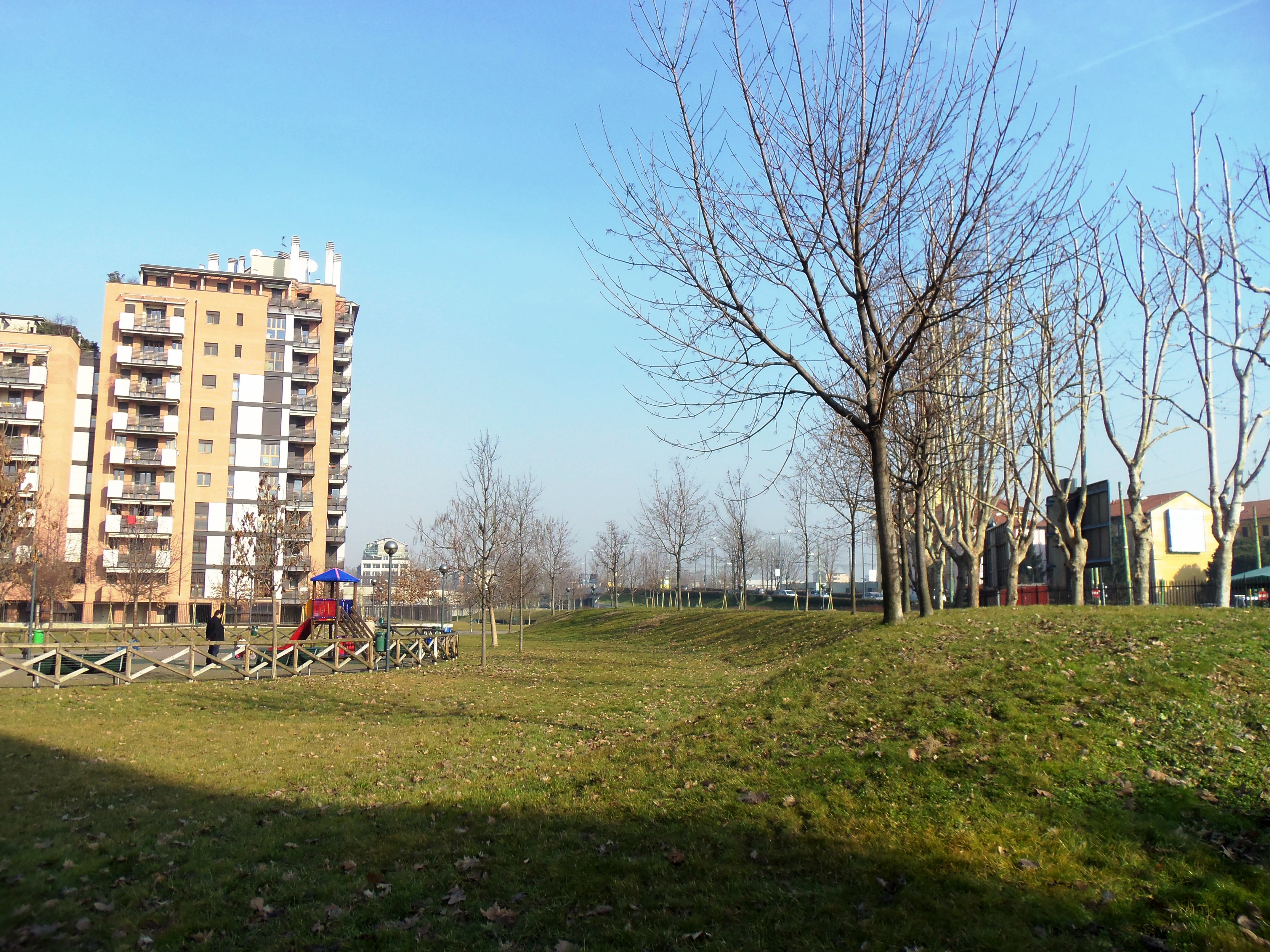
Сад пл. Болонья
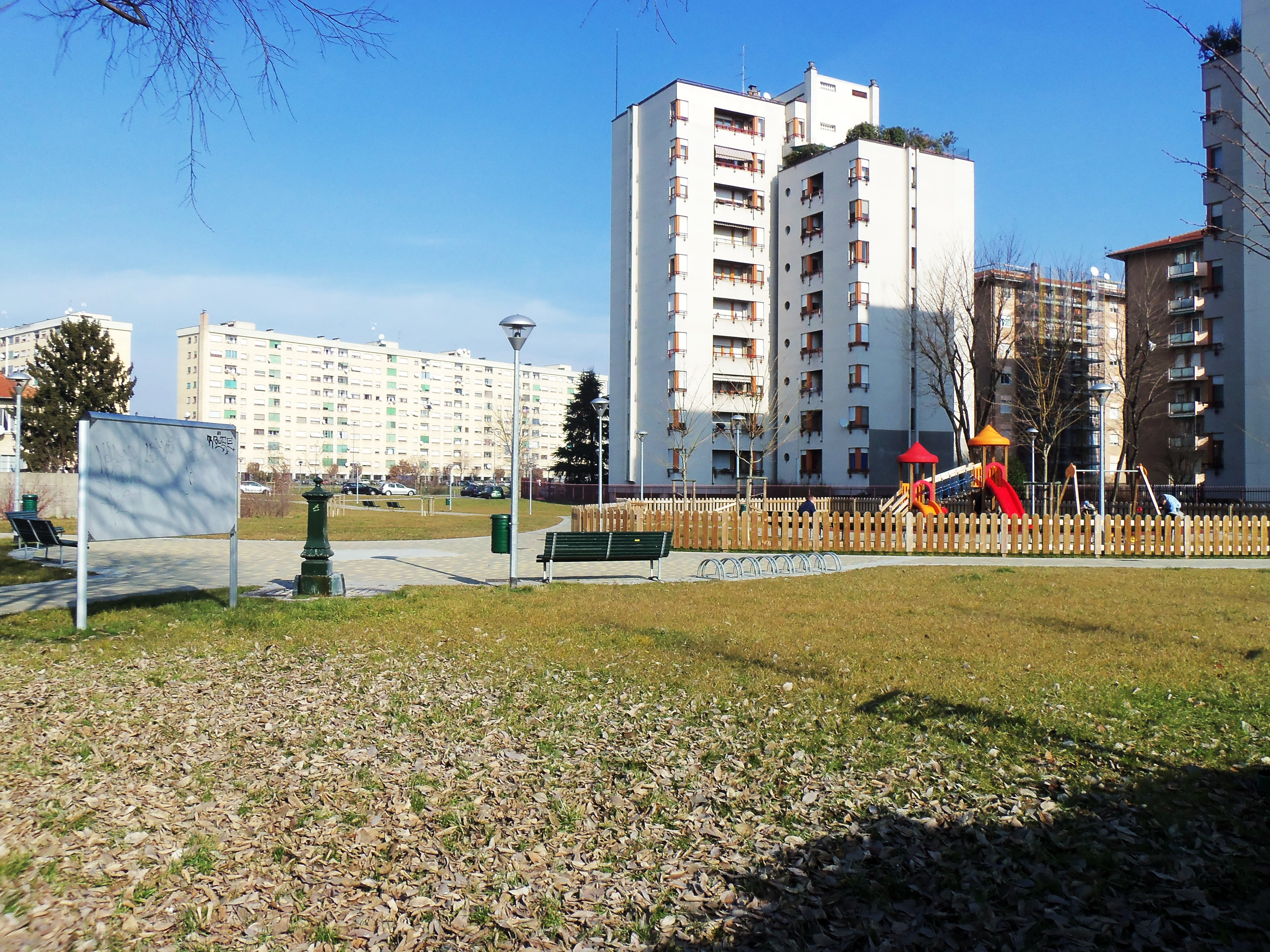
Сад Люцерна Базілеа
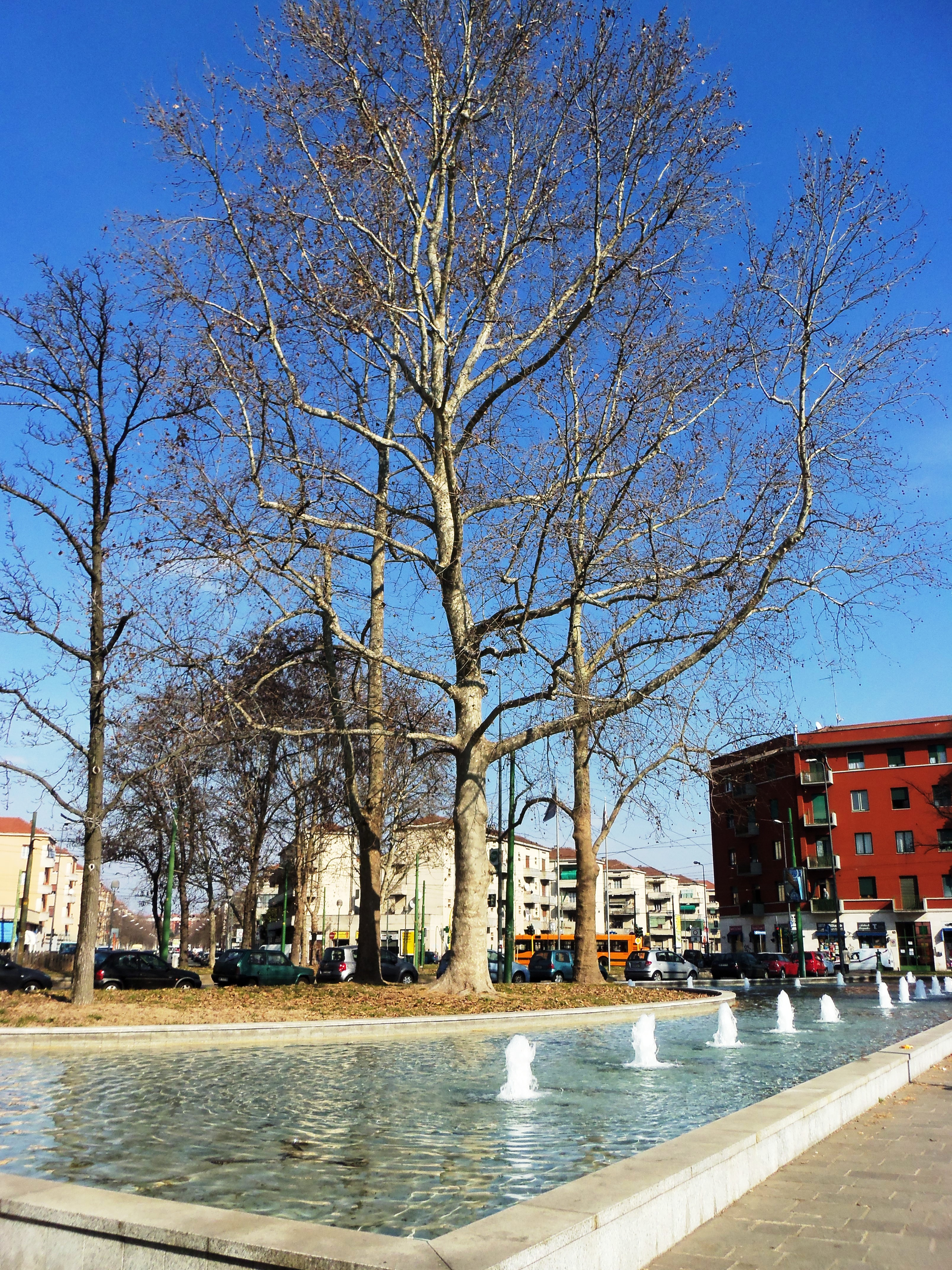
Фонтан в саду на пл. Тірана
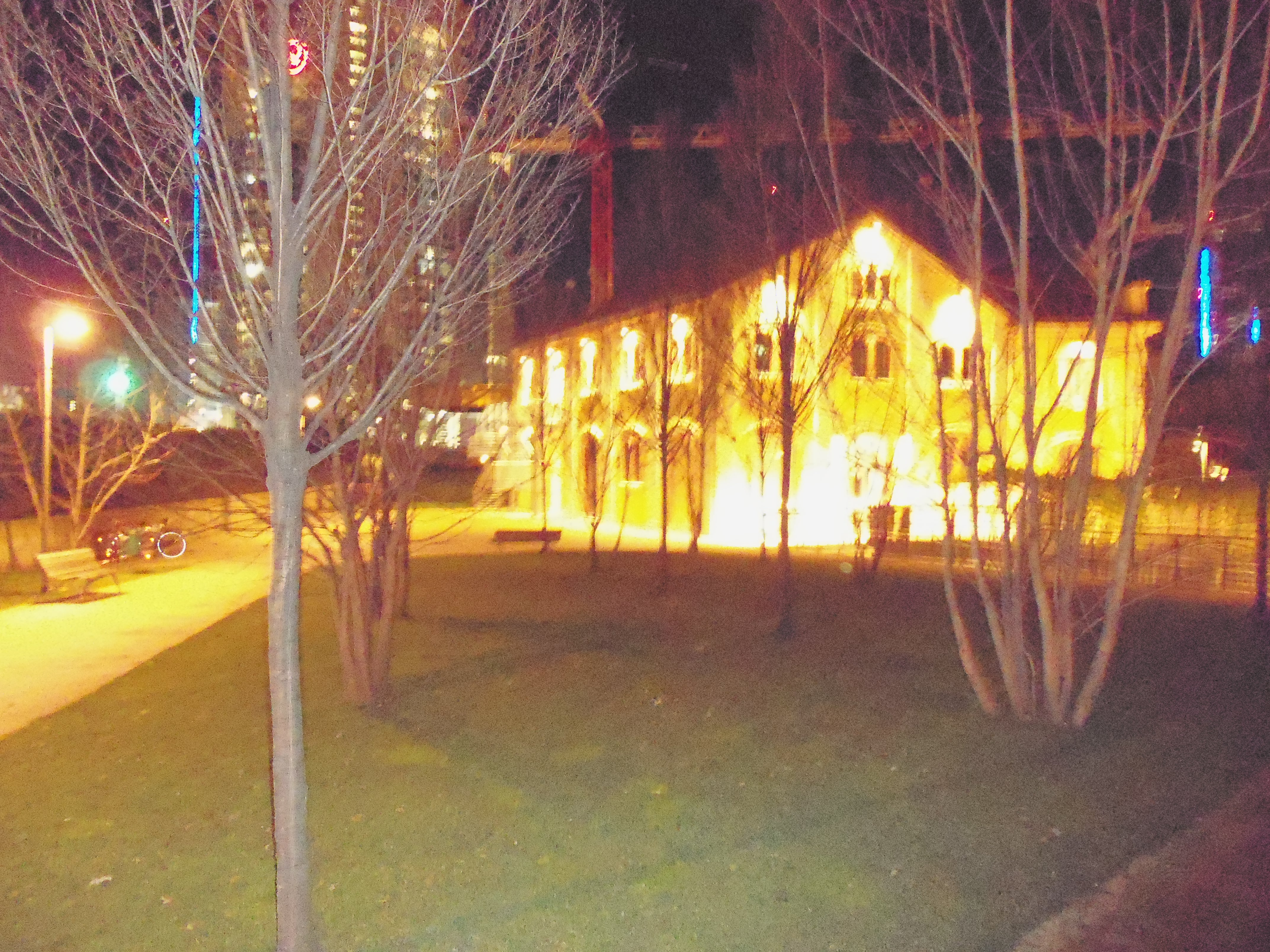
Сад поблизу Фонду Кателла
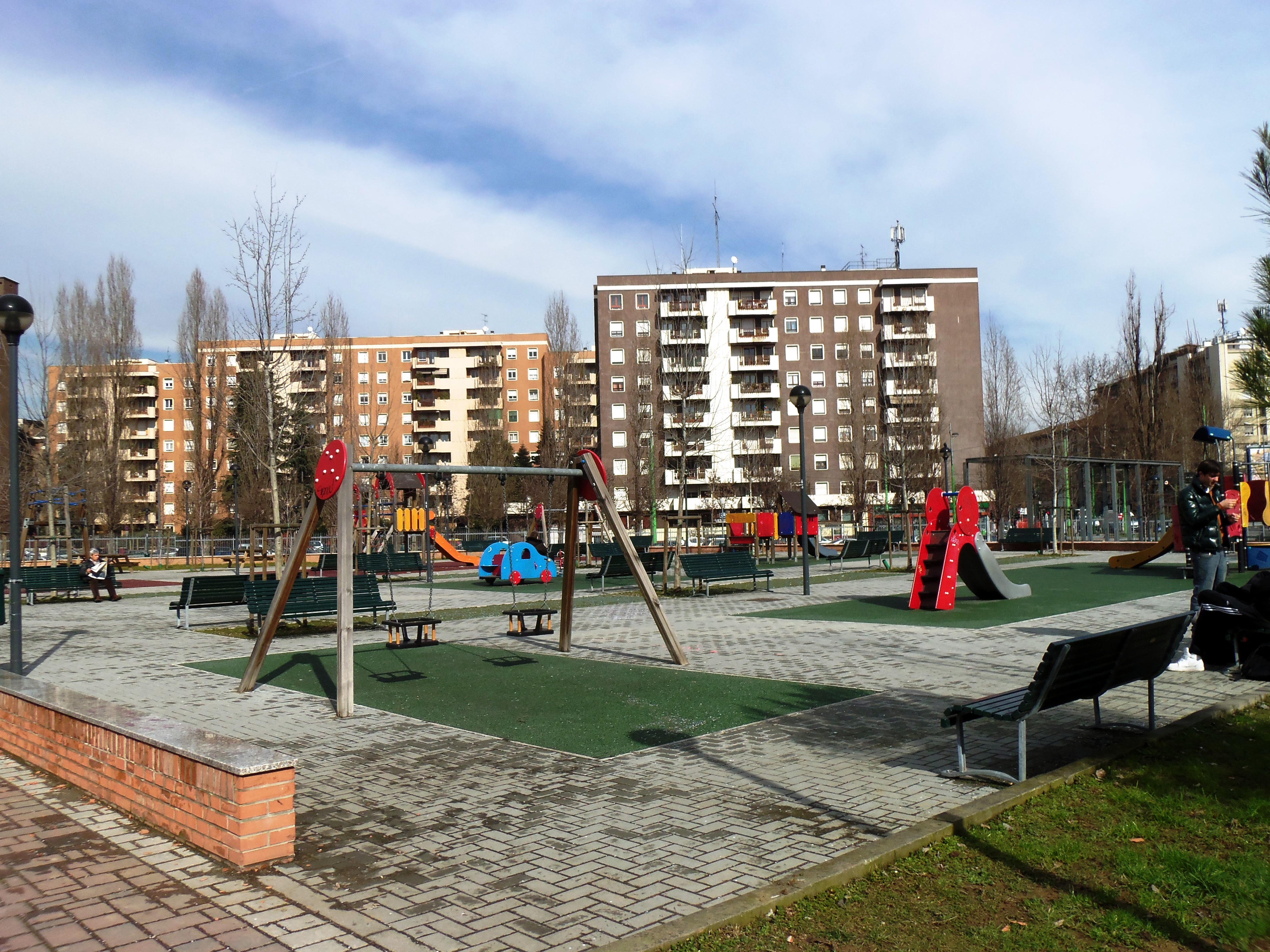
Сад Ванда Осіріс

## Джерела

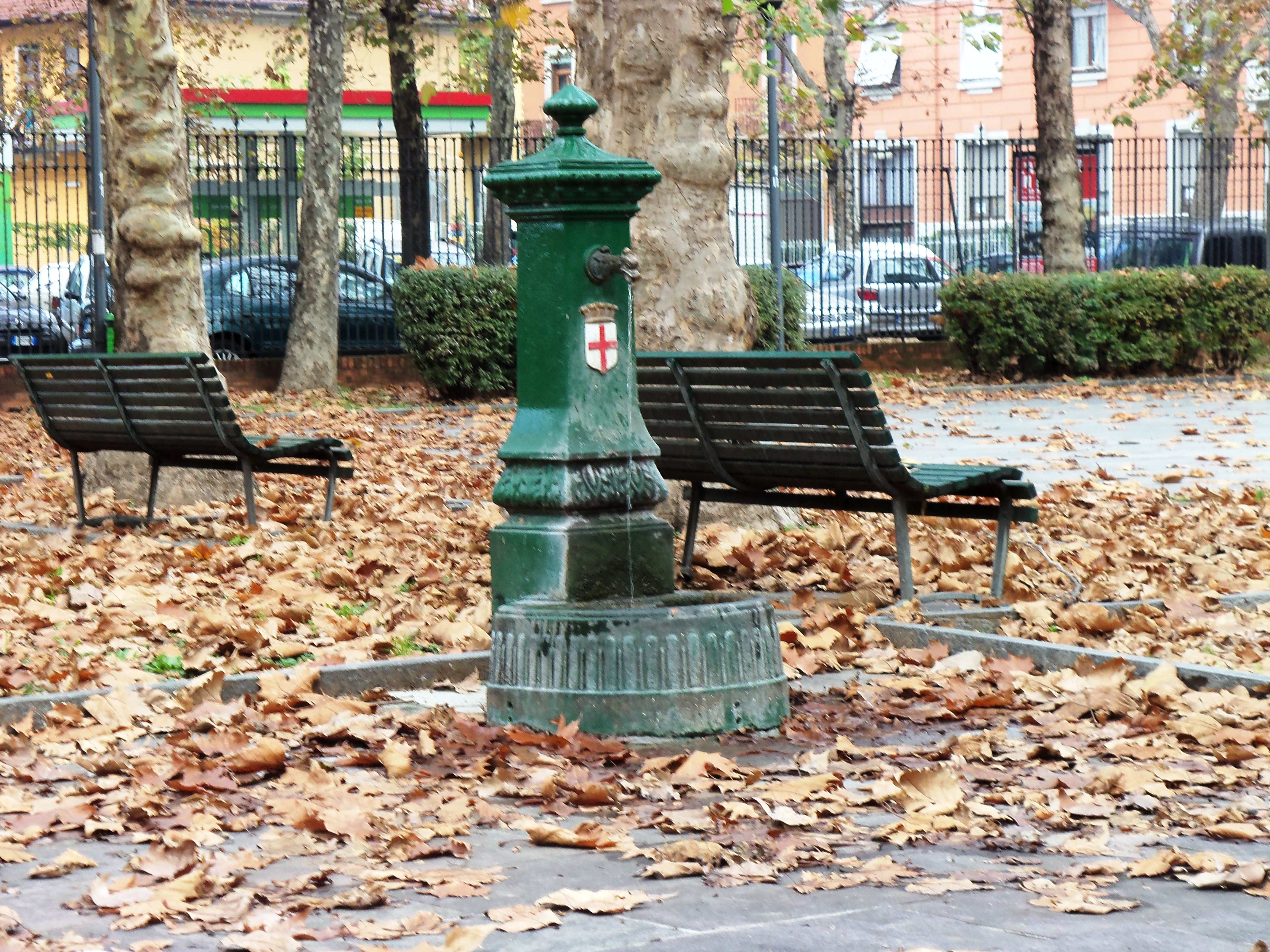
Вдова — жартівлива назва питних фонтанчиків у парках Мілана. Перша «вдова» була встановлена в 1931 році на площі Скала